# Fenestrulina incusa
Fenestrulina incusa är en mossdjursart som beskrevs av Hayward och Ryland 1990. Fenestrulina incusa ingår i släktet Fenestrulina och familjen Microporellidae. Inga underarter finns listade i Catalogue of Life.